# ميليسا ميلس
ميليسا ميلس (بالإنجليزية: Melissa Mills)‏ (و. 1973  م) هي لاعبة كرة الماء أسترالية، ولدت في سيدني، شاركت في الألعاب الأولمبية الصيفية 2000.

## روابط خارجية
- ميليسا ميلس على موقع الاتحاد الدولي للسباحة (الإنجليزية)
- ميليسا ميلس على موقع أوليمبيديا (الإنجليزية)
- ميليسا ميلس على موقع اللجنة الأولمبية الأسترالية (الإنجليزية)